# Francesco Conti (pittore)

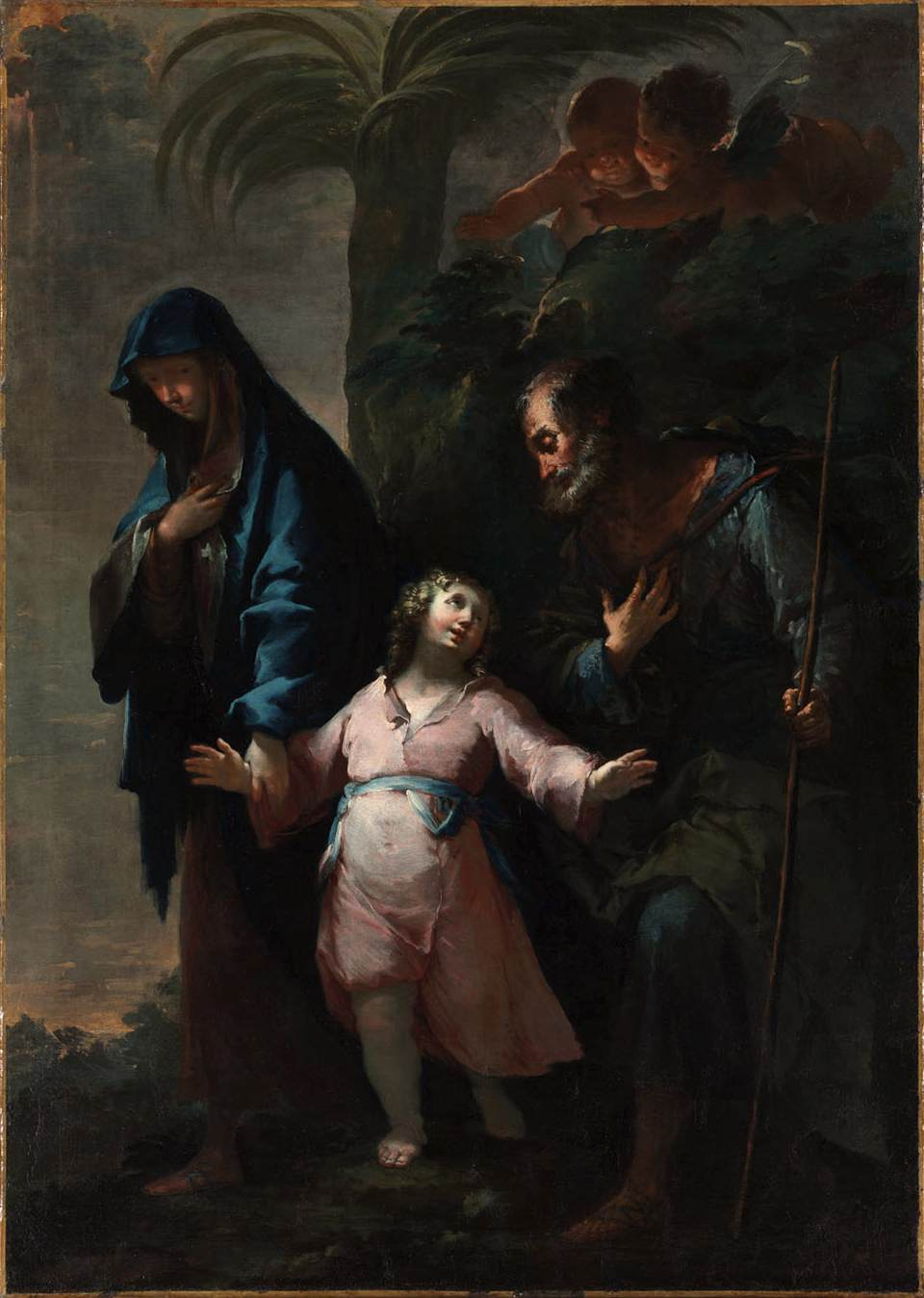
Ritorno dalla fuga in Egitto

Francesco Conti (Firenze, 14 marzo 1682 – Firenze, 8 dicembre 1760) è stato un pittore italiano.

## Biografia
Formatosi a Firenze nella cerchia di Simone Pignoni, si trasferì poi a Roma come allievo, fino al 1705 di Giovanni Maria Morandi e Carlo Maratta. Tutta la sua vita artistica è caratterizzata dall'assidua presenza dei marchesi Riccardi, che lo sostennero e lo stipendiarono per tutta la vita, commissionandogli numerose opere.

## Le opere
Fra le prime tele del pittore le tre virtù della Fama, la Fede e la Pace, realizzate intorno al 1709 per il casino dei Riccardi a Gualfonda, dopo le quali, con la sola eccezione di alcuni ritratti, si specializzò quasi esclusivamente in soggetti sacri.
Influenzato da Sebastiano Ricci abbandonò il classicismo romano per aumentare la gamma cromatica e sviluppare vividi giochi chiaroscurali, creando uno stile che lo caratterizzò per tutta la sua produzione. Appartengono a questo periodo le tele della Madonna in gloria con Sant'Alessandro papa e San Giovanni Battista (1715) per la pieve di Sant'Alessandro a Giogoli, dai colori tipicamente sfavillanti, la Santa Caterina che si abbevera al costato del Signore in Sant'Abondio a Siena o la Lavanda dei piedi nella villa La Quiete a Firenze (entrambi 1729).
Le sue tele sono spesso pale d'altare sia per chiese cittadine che per pievi del contado, e nella sua cospicua produzione si possono ricordare il Transito di San Giuseppe di San Martino a Gangalandi (1733-34), il San Rocco in gloria in Santa Maria alla Lastra, i Santi Pietro e Paolo di Santo Stefano a Cortine, dove figura lo stemma dei Riccardi e oggi esposto al Museo di Arte Sacra di Tavarnelle Val di Pesa.
Il suo massimo capolavoro della maturità artistica è generalmente considerato la tela della Madonna col Bambino e i Santi Silvestro papa, Paolo e Caterina d'Alessandria (1738 circa) eseguita commissione dei Rucellai per la chiesa di Sant'Andrea a Montecarlo di Lucca, caratterizzata da una sapiente modulazione della luce e uno spiccato senso della composizione. Sempre a questo periodo, dove ormai la tecnica del colore acquisita riesce a rendere dei notevoli effetti di luce, risale anche la tela della Santa Caterina d'Alessandria in gloria alla Pinacoteca Comunale di Prato.
In seguito la sua vena luministica si placa verso un'illuminazione più diffusa e convenzionale, come nel dipinto dei Santi Anna, Giuseppe e Gioacchino in Sant'Agostino a Cortona (1745). Più tarda ancora è la sua attività a Pisa, dove restano un San Domenico in prigione che conversa col vescovo di Jaén e la Morte di San Giuseppe.